# Foodora
Foodora是Delivery Hero旗下的外卖订餐平台。该公司成立于德国慕尼黑，业务范围主要在欧盟、澳大利亚和加拿大
。

## 历史
Foodora 于 2014 年 2 月在慕尼黑以 Volo GmbH 的名义成立。2015年 4 月， Rocket Internet收购了该公司的大部分股权，Foodora 迁至柏林。2015 年 6 月，该公司收购了食品配送服务 Hurrier（加拿大）、Suppertime（澳大利亚）和 Heimschmecker（奥地利），这些公司均以 Foodora 品牌运营。2015 年 9 月，Delivery Hero从 Rocket Internet 收购了 Foodora。随后，Foodora 与 Delivery Hero 的高档食品配送品牌 Urban Taste 合并，更名为 Foodora。
2018 年 12 月，荷兰集团Takeaway收购了 Delivery Hero 的德国配送业务，其中包括 Foodora Germany。2019 年 4 月 1 日，交易完成，Foodora GmbH 正式归属 Takeaway 旗下的 Lieferando。